# L'Âme Immortelle
L'Âme Immortelle è un gruppo musicale austriaco.

## Discografia
Album in studio
- 1997 - Lieder die wie Wunden bluten
- 1998 - In einer Zukunft aus Tränen und Stahl
- 1999 - Wenn der letzte Schatten fällt
- 2001 - Dann habe ich umsonst gelebt
- 2003 - Als die Liebe starb
- 2003 - Seelensturm
- 2004 - Gezeiten
- 2006 - Auf deinen Schwingen
- 2008 - Namenlos
- 2008 - Best Of Indie Years
- 2008 - Durch Fremde Hand
- 2012 - Momente
- 2012 - Fragmente
- 2014 - Drahtseilakt
- 2018 - Hinter dem Horizont
- 2021 - In tiefem Fall

Singoli
- 2000 - Epitaph
- 2001 - Judgement
- 2002 - Tiefster Winter
- 2004 - 5 Jahre
- 2004 - Stumme Schreie
- 2005 - Fallen Angel
- 2006 - Dein Herz
- 2006 - Phönix (solo per DJ)
- 2006 - Nur Du

### DVD
- 2003 - Disharmony-Live!